# Jens Folmer Jepsen
Jens Folmer Jepsen (født 12. april 1957, død 25. oktober 2024) var en dansk forfatter, filminstruktør, radiovært og direktør for Aarhus Festuge. I midten af 1980'erne var han en del af humoristiske musikgruppe Erling Erlang & Trio. Folmer Jepsen var i en årrække aktiv i det østjyske kulturliv og var med til at udvikle konceptet for "Latterlig torsdag" på Skanderborg Festivalen. Han var desuden vært på Radio4-programmet "Småt op".
Jens Folmer Jepsen blev født i Aarhus-forstaden Åbyhøj, student fra Århus Statsgymnasium og var uddannet cand. phil. fra Nordisk Institut på Aarhus Universitet.

## Privat
Han var gift med journalist, kogebogsforfatter og tv-vært Anne Hjernøe og havde sammen med hende datteren Camille.
Fra et tidligere forhold havde han to børn.

## Udvalgte værker som forfatter
- "Hjem til Århus", sang fremført af På Slaget 12
- Mit liv som Bent, tv-serie
- Leroy og Lise, roman, 2020

## Udvalgte værker som instruktør
- Mit liv som Bent – tv-serie, 2001
- C.V. Jørgensen - skygger og skønhed – dokumentarfilm, 2006